# Arnott’s Garages

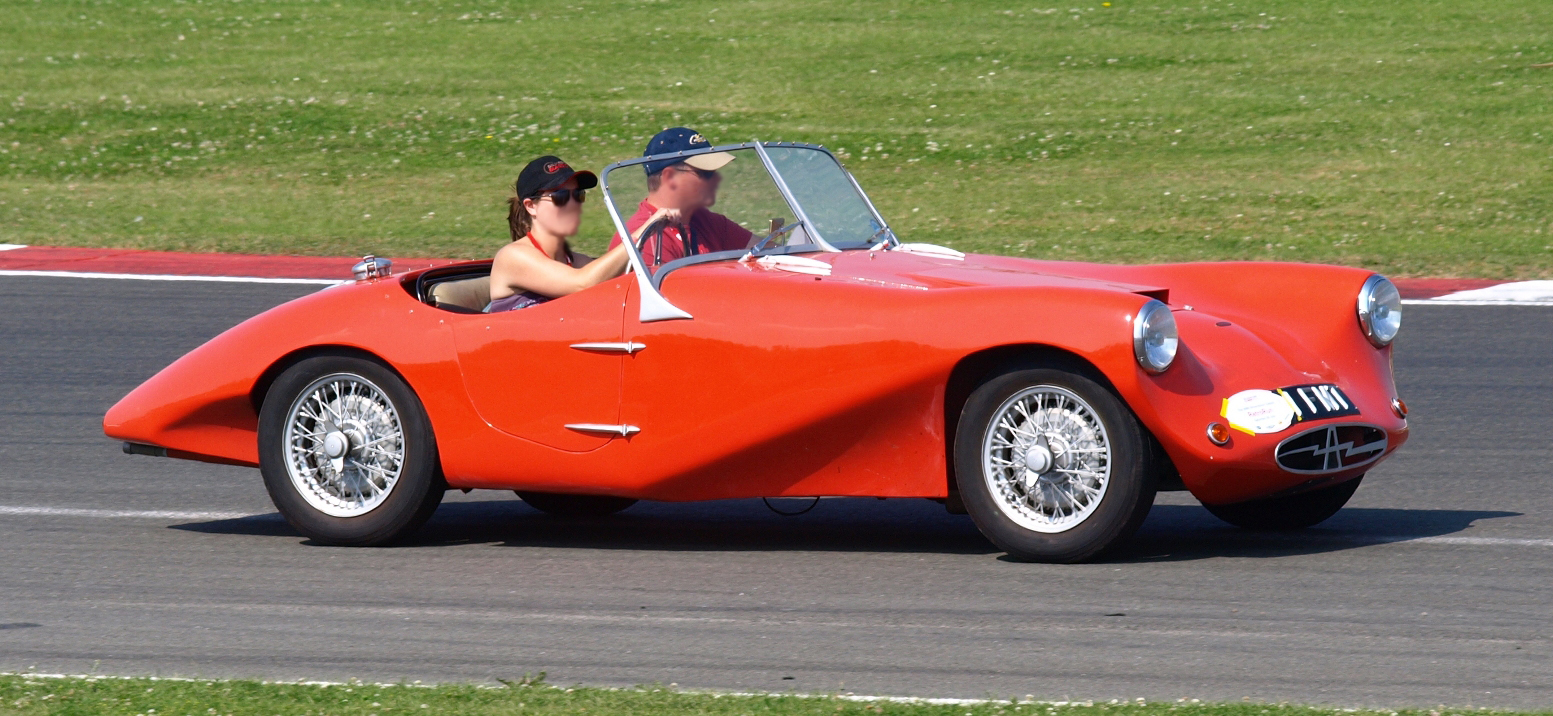
Arnott von 1955

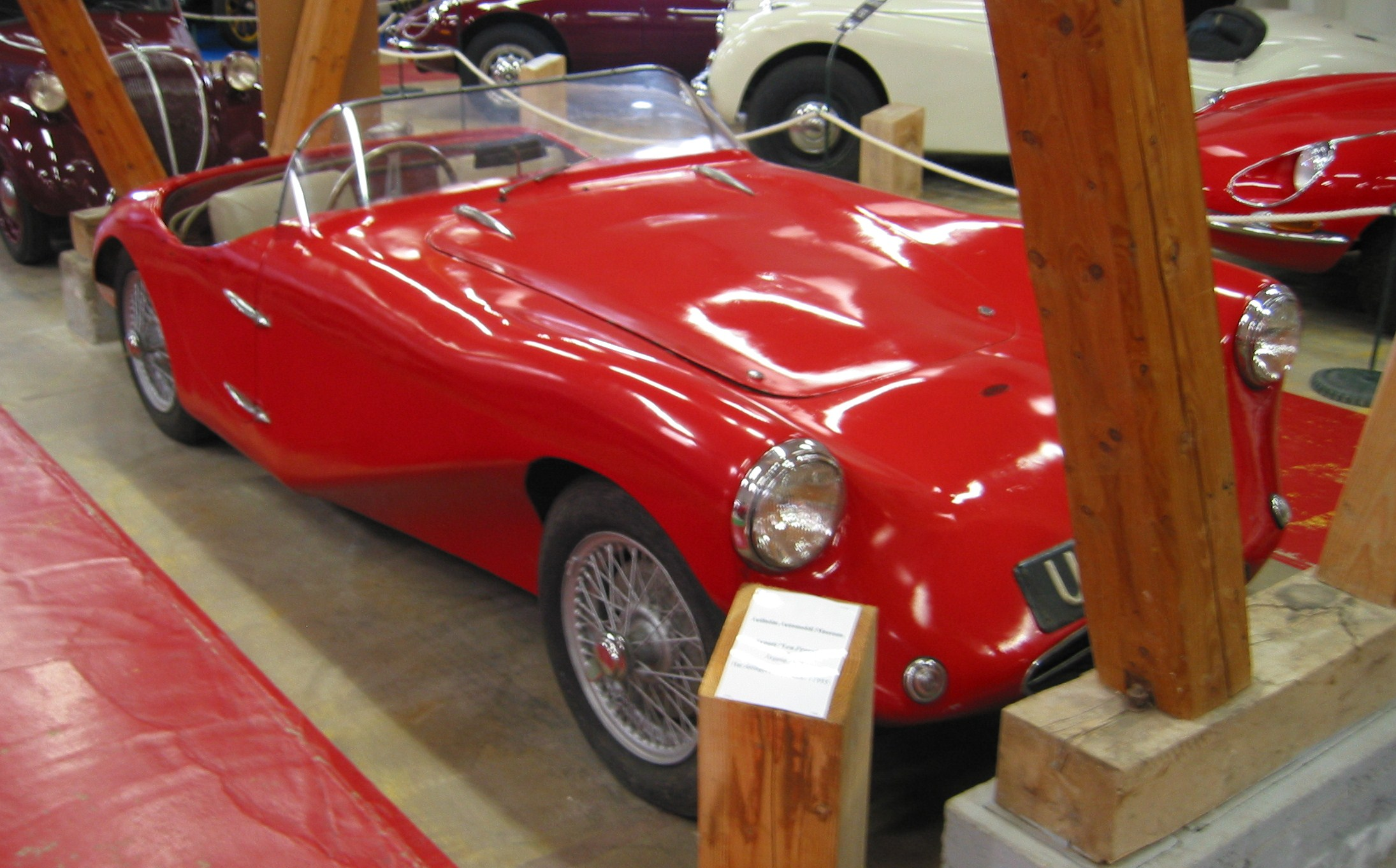
Arnott von 1954

Arnott war ein britischer Automobilhersteller.

## Unternehmensgeschichte
Das Unternehmen Arnott’s Garages (Harlesden) Limited begann 1951 in London mit der Produktion von Automobilen.
1957 endete die Produktion. Insgesamt entstanden etwa 25 Fahrzeuge.

## Fahrzeuge
Bei den angebotenen Fahrzeugen handelte es sich um Sportwagen, die auch bei Rennen eingesetzt wurden. Es kamen Einbaumotoren vom Austin A 30, Coventry Climax und Lea-Francis zum Einsatz, die teilweise auch mit Kompressor ausgestattet waren.
Ein Fahrzeug dieser Marke mit Motor von Lea-Francis war im Aalholm Automobil Museum in Nysted zu besichtigen.